# 千石もなか
千石 もなか（せんごく もなか、2002年7月7日 - ）は、日本のAV女優、歌手、女優。AV監督である。元New Actor Experience（NAXプロモーション）所属。

## 略歴
小学4年ごろから芸能活動を始め、学生時代よりダンス部部長などダンスに打ち込む。2020年頃より上京し、ソロアイドルとして活動。5月に初ライブを行う。その後アイドルグループ・GLITTER☆の研究生として「はぴゆん」名義で活動。2020年10月10日、ライブハウスMELODIA Tokyoのライブより正式参加。クロッカスパープル担当となった。
コロナ禍となった2021年2月16日にグループを離れ、呼町（こまち）に改名。再びソロアイドルとなる。元々アイドル活動をしていたので、NAXなら色々な活動させてもらえそうだからとNAXへの所属を決め、千石もなかに改名。2022年7月、『地下アイドルからセクシーアイドルへ転身！エッチ大好きスター候補生 千石もなか kawaii*専属デビュー』でkawaii専属女優としてデビューした。2023年8月から企画単体女優となる。
2024年2月11日、東京・レフカダ新宿で百咲みいろとの合同トークイベント『みいろともなかの変身♡ライブプリティア』を開始。同年7月7日に東京・レフカダ新宿で「千石もなか生誕＆2周年祭」開催。8月22日にレフカダ新宿で開催した『みいろともなかの変身♡ライブプリティア vol.3』にて、アイドルユニット「ADDICTEAR」の結成、同ユニットでの活動時、千石は「スバル」、百咲は「Spica」を名乗ることや二人のメンバーカラー（スバル（千石）は青、Spica（百咲）はピンク）、1stシングル「アデリア」（作詞は百咲、ラップパートのリリックは千石が手掛けた）を発売することを発表した。
2024年からGIGA、三和出版を中心にAV監督としても活動開始。監督デビュー作は『ドS地下アイドルをお仕置き恥辱ライブ 千石もなか』（2024年6月、三和出版）。GIGAでの監督名は「もなか」。GIGAでは監督作品においては専任であり、並行して別監督の作品で主演するという形で監督・女優の二役を別個に続けている。
2025年3月に事務所を退所。5月に女優名を千川（せんかわ）もなかに改名した。6月22日、東京・レフカダ新宿にて改名初イベントを行った。

## 人物
- AV女優になろうと思ったきっかけは「やったことないこと、全部やってみたい！といつも思っていて、新しいことや変なこと、いっぱいできそうなAV女優になろう」と思ったこと[10]。

- 趣味はアニメ、ゲーム。特技はダンス[3]。百咲みいろは千石に憧れ、同じNAXへと事務所移籍しており、同事務所に移籍してからは共同で踊ってみた動画や前述のように合同トークイベントを開いている。

- 高校生の時に膀胱炎がひどく、お漏らしがひどかった[11]。また当時は童貞が好きで、ある部活の部員を犯しまくったという逸話を持ち、「レズを見るのが好きな男と、人のセックスを見るのが好きな女と3人でプレイした」というAV顔負けのエピソードを持つ[11]。

## 作品

### アダルトビデオ
2022年
- 地下アイドルからセクシーアイドルへ転身！エッチ大好きスター候補生 千石もなか kawaii*専属デビュー（7月5日、kawaii）
- 人生初の追撃ピストントントーン！にエロス大爆発 元アイドルびっちゃびちゃイキ潮お漏らしえちえち覚醒スペシャル 千石もなか（8月2日、kawaii）
- 「おチ●ポ、見せてもらってイイですか？」弄って責めて焦らして寸止め甘サドGIRL千石もなかがM男くんを逆ナンして痴女っちゃうぞ♪（9月6日、kawaii）
- 【VR】ロリ顔！あざとい！脱いだらFcup美乳！元地下アイドル千石もなかと最高の距離感で愛し合うイチャイチャ同棲生活（9月18日、kawaii）
- 絶賛開発中の青春ロリボインを猥褻教育 肉体固定してアイドルボディをイジメ倒しじっとりねっちょり開発調教しちゃいました。 千石もなか（10月4日、kawaii）
- 極上ホスピタリティ＆シコリティ保証 中出し解禁！元アイドル千石もなかのエロス解放！風俗コンシェルジュ（11月1日、kawaii）

2023年
- 上目遣いがエロいロリ巨乳美少女がバレたら人生が終わる状況でオトナをおちょくる中出しおねだり囁き誘惑 千石もなか（3月7日、kawaii）
- アルバイト（地下アイドル）の密着キス誘惑に負けた僕は、年甲斐もなく密会ゲス不倫セックスに溺れてしまった…。 千石もなか（4月4日、kawaii）
- 出張先の相部屋で巨漢上司に何度も中出しプレスされて…部長の粘着質な愛撫と濃厚SEXに溺れた巨乳新人OL 千石もなか（5月2日、kawaii）
- 「シャワー浴びた方がいいですよ…」終電なくなり後輩女子社員の部屋に… 無防備すぎる部屋着姿とすっぴんに興奮した僕はチラつく妻の存在が吹き飛ぶほど一晩中モウレツにハメ狂った… 千石もなか（6月6日、kawaii）
- 【集団レ●プ合宿】性欲猛々しい男子部員たちに絶倫輪●され一生分の精子をどっぷり中出しされた悲劇の性処理マネージャー 千石もなか（7月4日、kawaii）
- 円女交際中出しoK18歳 ダンス部の元気な無限の性欲ドM娘 千石もなか（8月1日、パコパコ団とゆかいな仲間たち/妄想族）
- 優等生調教 中出し合宿でイキ狂う懐妊学級委員長 千石もなか（8月1日、グローリークエスト）
- マッドドクターに中出しされ誰の子かわからない子供を妊娠した妻 千石もなか（8月1日、マザー）
- 全肯定年上彼女と早漏彼氏 早漏暴発！ごまかし猛ピストンで泡立つメレンゲマ●コに抜かずの連続追撃中出し!! 千石もなか（8月8日、ABC/妄想族）
- 家事はしてくれないけれど、スケベな事ならしてくれる性処理専門メイド 千石もなか（8月5日、プラネットプラス）
- 地雷系家出少女×絶倫デカチン男 SNSで見つけた病みカワ娘を欲望のままに犯しまくった性交記録 千石もなか（8月10日、MILK）
- パコ撮りNo.97 大人しそうに見えて週4で円光しているビッチ娘 もなかちゃん 千石もなか（8月12日、First Star）
- 田舎は楽しみがSEXくらいしかないよ？笑 転校先で出会ったショートカット巨乳美少女2人に汗だくで何度も痴女られ中出しされまくった都会育ちの僕 天月あず 千石もなか（8月15日、E-BODY）
- 小悪魔挑発美少女 千石もなか（9月10日、MCP）
- おじさん、あそぼ 〜1日だけのわるい子〜 千石もなか（10月3日、桃太郎映像出版）
- クズ野郎にドM調教され性玩具として育てられた奴●少女を拾った。見捨てられた少女があまりにも不憫だったので一緒に生活して優しくしたら… 千石もなか（10月3日、山と空/妄想族）
- 不倫女子●生〜もなかの事情〜 千石もなか（10月17日、姦乱者/妄想族）
- 卒業前に朝まで先生と… 千石もなか（10月20日、プラネットプラス）
- 背徳が興奮を倍増させる禁断兄妹中出し近親相姦 パイパンもなか 千石もなか（11月21日、姦乱者/妄想族）
- 花の丸出しストリップ・ダンス・ショー（11月28日、1113工房/妄想族）
- 【VR】8KVR×kawaii*女学院 ＜アオハル学園編＞女子校に赴任した僕にモテ期到来!?教室で…保健室で…体育倉庫で…性欲が尽きない教え子8人に痴女られ抜かれまくるハーレム逆9P大乱交 西元めいさ 乙アリス 橘メアリー 斎藤あみり 有栖舞衣 渚みつき 千石もなか 倉本すみれ（11月29日、kawaii）
- 【VR】8KVR×kawaii＊女学院 ＜修学旅行編＞女子校に赴任した僕の完全モテ期!!旅行ハイで性欲が尽きない教え子8人に痴女られ抜かれまくるハーレム逆9P大乱交 西元めいさ、乙アリス、橘メアリー、斎藤あみり、有栖舞衣、渚みつき、千石もなか、倉本すみれ（11月29日、kawaii）
- 青チェ女子vs.赤チェ女子 小悪魔J〇挑発＆オナニーサポート（12月12日、アロマ企画）
- 狙われた婚約者 感じてしまった肉体 千石もなか（12月19日、FAプロ）
- 千石もなか レズ解禁 女教師 レズ調教（12月21日、アイエナジー）
- うさぎ小屋 千石もなか（12月29日、ワープエンタテインメント）
- 【VR】丸出しストリップ・ダンス・ショーをあなたに（12月25日、1113工房VR）

2024年
- あの日からずっと…。 緊縛調教中出しされる制服美少女 千石もなか（1月23日、無垢）
- 一日{水責め}奴●宣言 飲尿/牛乳鼻浣腸/熱湯地獄で溺死寸前/濡れタオルで痣になるまで/超大量ザーメン/一人でセルフバチボコ/土・虫・吸い殻を食う/首絞めいっぱい レ●プ願望アイドルをビッチャボコ 千石もなか（1月23日、ドグマ）
- 風呂場でオナニー中にまさか全裸姿の妹が乱入!?禁断の家庭内兄妹中出し近親相姦 3（2月5日、グレイズ）
- 女体化スキン4〜皮を被って異性に変身〜 女子校編（3月7日、ROCKET）
- 【Z世代ドSビッチメスガキ】ロリフェイスなのに脱いだらFcup!!生意気だけどウザ可愛いww人生舐めすぎヘラヘラ女の雑魚マンをぶっ壊す!!オス3頭がかりでお仕置きピストン!!生ハメ激ピスエビ反り昇天!!白濁ザーメンまみれの洗礼大量中出し＆顔射!!… 千石もなか（2月8日、DOC）
- 「マ●コがダメならアナル舐めさせて！」女の体が気になって受験勉強に集中できない弟が土下座懇願！連日の尻穴ねぶり回しで肛門ビッチに目覚めるおっとり姉ちゃん 千石もなか（2月8日、電脳ラスプーチン）
- 憧れの先輩を拘束してメスイキ軟禁 逆〇眠〇×逆アナル調教 快楽刷り込ませ逆ハメ撮りSEX 千石もなか（2月15日、MILK）
- マン汁の匂い漂うような生々しい個撮ハメ撮り もなかちゃん 20才 千石もなか（2月24日、CHCスタジオ）
- KUSOERO DANCING GIRL DANCE FUCK STYLE 千石もなか（2月27日、MERCURY）
- 【VR】性癖が真逆な彼女とセフレを同時に相手して脳がバグるパニックセックス（3月1日、AQUA）
- 女子○校生の妹に黒タイツを履かせて素股でおにいちゃんチ○ポを擦りつけたら我慢できずに絶頂お漏らし！ビチョビチョおま○こにヌルッと生挿入！禁断の近親相姦ナマ中出し！ 千石もなか（3月5日、ディープス）
- 意地悪痴女な小悪魔凸穴後輩に毎日アナルまで弄ばれる理想のM男生活。千石もなか（3月5日、MEGAMI）
- フルバックパンティ着衣尻の尻肉にチ〇ポを挟み尻圧で射精をする悦び（3月12日、アロマ企画）
- レズビアン裏垢女子プライベートハメ撮り流出映像 個人撮影・大学生・カップル・地雷・マッチアプリ・SNS（4月9日、ビビアン）
- 「潮・小便・唾液」が日常的に溶け込んでいる世界！常に体液を飲ませ続けてくる僕専用お漏らし失禁メイド！ 由良かな/千石もなか（5月7日、グローリークエスト）
- 同人サークル入りませんか？ 全員オタクのシェアハウスで男はボク1人。毎日爆乳美女たちとヤリまくり！（5月14日、ROOKIE）
- 美しい汗を流す女の子がレズセックスに没頭する乱交遠征1泊２日【流出映像】市立●野女子●等学校陸上部2024年春合宿（5月14日、ビビアン）
- 隣に住むJ系ママが大きなおっぱいと包容力で僕を甘やかしてくれる！バブみ感じて赤ちゃん返りSEX 千石もなか（5月14日、かぐや姫Pt/妄想族）
- 生意気メスガキ幼馴染みにクソ雑魚マゾだと見抜かれてわからせられる逆アナル 千石もなか（5月14日、M男パラダイス）
- 串刺し拷問 地下アイドルの仮面を剥ぐ 千石もなか（5月21日、ドグマ）
- 変態ベロ唾液マニアックス 美少女の卑猥なベロと濃厚粘着唾液をとことん味わい尽くす（5月23日、フェチ眼）
- ドS地下アイドルをお仕置き恥辱ライブ 千石もなか（6月14日、三和出版）
- 失禁おむつ逆バニー 千石もなか（6月25日、稀（まれ）/妄想族）
- アナルのシワの数までハッキリわかる！スティックローター連続絶頂アナル見せオナニー 千石もなか（6月27日、アイエナジー）
- 「オナニーすることは恥ずかしいことじゃないよ◆」アナタを全力で勃起させにくる！ パンチラオナサポ娘（6月27日、フェチ眼）
- 君たちはどう生きるか 居残り体育少女、健康的で透きとおる小さなカラダ（7月7日、桃太郎映像出版）
- デリヘル呼んだら妹が来た！結果、お店に内緒で中出し本番セックスする事になる 9（7月5日、グレイズ）
- 【VR】教え子J〇を呼び出しキメセク種付けSEXで性奴●堕ち!!千石もなか【8K】（7月10日、P-BOX VR）
- 【VR】全裸の女を目の前で鑑賞する（7月11日、1113工房VR）
- ノーハンドフェラは奴隷の証! 12 手を使わずにフェラチオする11人の素人娘（7月23日、かぐや姫Pt/妄想族）
- 千石もなか 濡れてテカってピッタリ密着 神スク水 可愛い女子のスクール水着姿をじっとりと堪能! 着替え●撮から始まり貧乳から巨乳にパイパン、ハミ毛、ジョリワキ等のフェチ接写やローションソーププレイやスク水ぶっかけ等を完全着衣で楽しむAV（8月8日、親父の個撮）
- 調●済みドM娘もなか 子宮メッタ突き超穴奉仕ガチ生中出し肉便器輪●（8月27日、毒宴会）
- セクハラママさんバレー! 10 ハイレグブルマ姿の人妻10人が挑む過酷なエロトレーニング（9月17日、かぐや姫Pt/妄想族）
- 媚薬混入ウォーターサーバー無差別○○○ で乳首イキ 狙われた名門体育大女子寮生5名（10月01日、OFFICE K’S）
- 急募! 気持ちよくしてくれるオチ○ポ限定! SEXが好きすぎる発情コスプレイヤーたちとオフパコ乱交 中出し 潮吹き イキまくり みいろ&もなか（10月3日、MILK）
- 女子校専科 人間小便器 本当の便器扱い、してあげるからね（10月15日、犬/妄想族）
- どこでもおしっこ! 素人娘の大放尿25人 スロー再生でじっくり鑑賞できるマニア向け映像 10（10月22日、かぐや姫Pt/妄想族）
- 止まらない発情腰ふり!! もの凄いディルドオナニー（10月22日、うさぎ/妄想族）
- アナル舐めてもいいですか? 8 お尻で悶絶する素人娘（12月10日、かぐや姫Pt/妄想族）
- 病院中の男のアナルを●す天才S痴女ナースがいるM性感クリニック 千石もなか（12月17日、MEGAMI）
- Mドラッグ 女体肉便器 千石もなか（12月17日、ドグマ）
- 【個撮】どこでもフェラ 18 11人（12月24日、かぐや姫Pt/妄想族）

2025年
- テスト前に泊まり込みで勉強会をする妹とそのお友達。勉強に集中するあまりの油断しまくり純白パンチラと、部屋中に充満する10代の甘酸っぱい香りで、僕のチ●ポは我慢の限界を迎える!（1月1日、OFFICE K’S）
- ～喉奥姦通～ イラマチオ 千石もなか（1月6日、KLEIN）
- 密閉チ●ポ・ハーレム射精管理～息吹きかけただけでイっちゃいそうな早漏ペ●スを枯れ果てるまで集団無限責め～（1月1日、OFFICE K’S）
- 誘拐魔 事件映像流出（1月10日、三和出版）
- え!? こんな場所でするんですか… もの凄いバキュームフェラチオ たっぷり舌上発射編（1月14日、うさぎ/妄想族）
- とりあえずナマ一丁無責任中出し本仕込み もなかちゃん 千石もなか（1月27日、First Star）
- 新人OLの乳首を狙った猥褻医師の不適切検診（2月1日、OFFICE K’S）
- 媚薬オイルエステ 乳首責め×エビ反り×連続痙攣アクメ（2月1日、OFFICE K’S）
- 【逆ワカラセ！？甘サド対決】千石もなか＆花狩まいが100万円をかけたエロの頂上決戦に挑む！！生意気ムスメ2人は本日も絶好調！M男相手に淫語を連発！！しかし最後はデカチン相手に返り討ちに！？果たして勝者はどちらか…【極限セクシーバトル！ザ・エロモネア】（2月14日、素人CLOVER）
- 性悪School Girl Dominantに犯●れてメスイキ！敗北射精！！千石もなか（2月18日、M男パラダイス）
- 世界を揺るがすバグ技を見つけた俺は、時間を止めたり、感度をあげたり、設定を書き換えたり…スケベ無双になりました。（3月11日、Hunter）
- よあそびのうたげ（宴）ある日突然僕の前に現れた彼女は吸血鬼だった 千石もなか（5月8日、コスプレ坂69）

### イメージビデオ
- Monaka Dancing purity idol・千石もなか（2023年5月18日、REbecca）

### 音楽
- ラブリー・マイ・ライフ（2023年5月15日、千石もなかレーベル）

## 出演

### テレビ
- ビ〜チ9（2023年1月、テレビ埼玉）

### ウェブドラマ
- それを誰も赤と気づかない（2021年6月16日、ANERIS.tokyo）- ライブアイドル役（主演）※DRAMAticEND1stミニアルバム「模倣フィルム」収録[12]

### 舞台
- 骸骨ストリッパー calavera box vol.7 美女と池袋の怪異譚 フクロウとネコ（2023年1月27日 - 30日、池袋Honey Beat Studio）[13]
- GIGAスーパーヒロインライブVol.15（2024年2月3日、from scratch） - ヴェルザンディ/レイジャーイエロー 役[14]
- GIGAスーパーヒロインライブVol.19（2024年7月6日、from scratch） - ブルーウィング/スーパーレディー 役[15]
- GIGAスーパーヒロインライブ Vol.24（2025年1月11日、東京・from scratch）- セーラーアクアス/スーパーレディー 役[16]

### 音楽イベント
- LADY MADONNA 拡大版 2024（11月21日、川崎 CLUB CITTA'）※ADDICTEAR 名義[17]

### MV
- DRAMAticEND｢Ego denial｣（2021年6月）